# Poświętne (gmina w województwie łódzkim)
Poświętne (do 1954 gmina Studzianna) – gmina wiejska w województwie łódzkim, w powiecie opoczyńskim. W latach 1975–1998 gmina położona była w województwie piotrkowskim.
Siedziba gminy to Poświętne.
Według danych z 31 grudnia 2007 gminę zamieszkiwały 3273 osoby. Natomiast według danych z 31 grudnia 2019 roku gminę zamieszkiwało 3148 osób.

## Struktura powierzchni
Według danych z roku 2007 gmina Poświętne ma obszar 140,81 km², w tym:
- użytki rolne: 38%
- użytki leśne: 57%

Gmina stanowi 13,54% powierzchni powiatu opoczyńskiego.

## Demografia

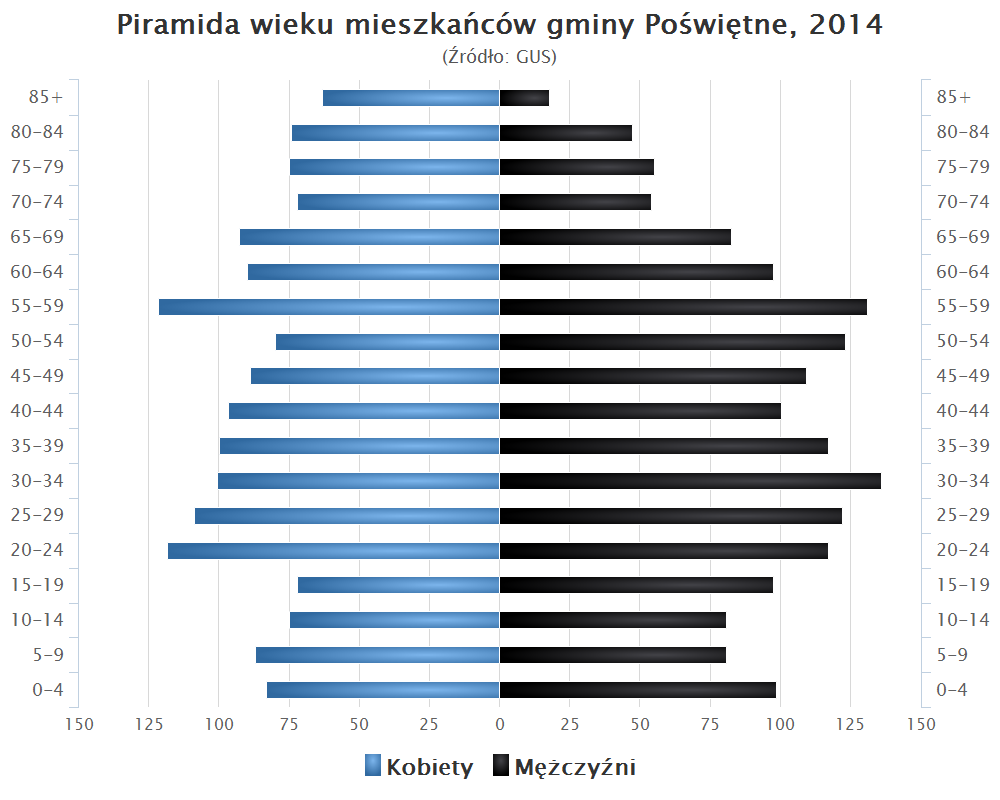
Piramida wieku mieszkańców gminy Poświętne w 2014 roku

Dane z 31 grudnia 2007:
| Opis                              | Ogółem | Ogółem | Kobiety | Kobiety | Mężczyźni | Mężczyźni |
| --------------------------------- | ------ | ------ | ------- | ------- | --------- | --------- |
| jednostka                         | osób   | %      | osób    | %       | osób      | %         |
| populacja                         | 3273   | 100    | 1608    | 49,1    | 1665      | 50,9      |
| gęstość zaludnienia (mieszk./km²) | 23     | 23     | 11      | 11      | 12        | 12        |

## Sołectwa
Anielin, Brudzewice, Brudzewice-Kolonia, Buczek, Dęba, Dęborzeczka, Gapinin, Małoszyce, Mysiakowiec, Ponikła, Poręby, Poświętne, Stefanów, Studzianna, Wólka Kuligowska.

## Pozostałe miejscowości
Bielawy, Fryszerka, Gapinin-Kolonia, Kozłowiec, Pomyków.

## Sąsiednie gminy
Drzewica, Inowłódz, Odrzywół, Opoczno, Rzeczyca